# Ланьшань (Юнчжоу)
Ланьша́нь (кит. упр. 蓝山, пиньинь Lánshān) — уезд городского округа Юнчжоу провинции Хунань (КНР).

## История
Во времена империи Хань в 202 году до н.э. здесь был создан уезд Наньпин (南平县). Во времена империи Суй он был в 607 году присоединён к уезду Линьу (临武县).
Во времена империи Тан уезд Наньпин был в 621 году вновь выделен из уезда Линьу. В 742 году уезд Наньпин был переименован в Ланьшань.
После образования КНР в 1949 году был создан Специальный район Чэньсянь (郴县专区), и уезд вошёл в его состав. В 1951 году Специальный район Чэньсянь был переименован в Специальный район Чэньчжоу (郴州专区).
В октябре 1952 года Специальный район Чэньчжоу был расформирован, и уезд перешёл в состав новой структуры — Сяннаньского административного района (湘南行政区). В 1954 году Сяннаньский административный район был упразднён, и уезд вошёл в состав воссозданного Специального района Чэньсянь.
22 марта 1959 года уезды Ланьшань и Цзяньхэ были объединены в уезд Ланьцзянь (蓝嘉县).
29 августа 1960 года Специальный район Чэньсянь был опять переименован в Специальный район Чэньчжоу.
9 июля 1961 года уезд Ланьцзянь был вновь разделён на уезды Ланьшань и Цзяньхэ.
30 октября 1962 года уезд Ланьшань был передан в состав Специального района Линлин (零陵专区).
В 1968 году Специальный район Линлин был переименован в Округ Линлин (零陵地区).
Постановлением Госсовета КНР от 21 ноября 1995 года округ Линлин был преобразован в городской округ Юнчжоу.

## Административное деление
Уезд делится на 8 посёлков и 6 национальных волостей.